# 長崎停留場
長崎停留場（ながさきていりゅうじょう）は、高知県高知市大津にあるとさでん交通後免線の路面電車停留場。

## 歴史
長崎停留場は1911年（明治44年）、とさでん交通の前身土佐電気鉄道によって大津停留場（廃止、領石通停留場を参照）から後免中町通停留場までの区間が開通したのに合わせて開設された。1942年（昭和17年）に停留場は一度休止されるが、10年後に復活している。

### 年表
- 1911年（明治44年）1月27日：土佐電気鉄道の停留場として開業[1][2]。
- 1942年（昭和17年）7月29日：休止[2]。
- 1952年（昭和27年）10月15日：再開[2]。
- 2014年（平成26年）10月1日：土佐電気鉄道が高知県交通・土佐電ドリームサービスと経営統合し、とさでん交通が発足[3]。とさでん交通の停留場となる。

## 停留場構造
民家の裏口を借りるようにして停留場が設けられている。乗り場は2面あり、東西方向に伸びる2本の線路を挟み込むような配置。互いの乗り場は東西方向にずれて位置していて、東にはりまや橋方面行き、西に後免町方面行きの乗り場がある。はりまや橋方面は安全地帯（ホーム）が設置されるが、後免町方面は北を並走する道路上に乗り場が白線で示されるのみである。

## 停留場周辺
長崎山のふもとに民家が立ち並ぶ。国道195号に沿って進む後免線の軌道は、隣の小篭通停留場との間で国道32号（高知東道路）を渡り、南国市との境を越える。

## 隣の停留場
とさでん交通
後免線
小篭通停留場 - 長崎停留場 - 明見橋停留場